# Microlaimus arcticus
Microlaimus arcticus is een rondwormensoort uit de familie van de Microlaimidae. De wetenschappelijke naam van de soort is voor het eerst geldig gepubliceerd in 1969 door Mulvey.